# Uwe Rau

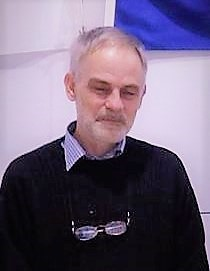
Uwe Rau

Uwe Rau ist ein deutscher Physiker, der wichtige Beiträge zur Physik von Photovoltaikanlagen geleistet hat, insbesondere zur Erklärung von Energieverlusten in Dünnschichtsolarzellen und zur Nutzung des Reziprozitätsprinzips zur Charakterisierung von Solarzellen durch Elektrolumineszenztechniken. Dies führte zur Entwicklung dieser Technik als Standard in Forschung und Industrie.

## Ausbildung & Karriere
Rau studierte von 1980 bis 1987 Physik an der Universität Tübingen und an der Université Claude Bernard in Lyon, Frankreich. Sowohl seine Diplomarbeit (1987) als auch seine Doktorarbeit (1991) verfasste er über die Aufteilung von Germanium in hohen Magnetfeldern und über nichtlinearen Ladungstransport in Halbleitern. Danach wechselte er an das Max-Planck-Institut für Festkörperforschung in Stuttgart, wo er sich zunächst mit kristallinen Siliziumsolarzellen beschäftigte. Im Jahr 1995 zog er nach Bayreuth, wo er vor allem an der Bauelementphysik von Cu(In,Ga)Se2-Solarzellen arbeitete. 1997 kehrte er nach Stuttgart zurück, um am Institut für Photovoltaik der Universität Stuttgart zu arbeiten. In Stuttgart setzte er seine Arbeit an Si und Cu(In,Ga)Se2 fort, begann aber auch mit der Arbeit an Grätzel-Zellen, und den grundlegenden Aspekten der Lumineszenz in Solarzellen. Im Jahr 2002 habilitierte er an der Universität Oldenburg über die elektrischen Transporteigenschaften von Halbleitern und Grenzflächen für die Photovoltaik. Seit 2007 ist Rau ordentlicher Professor an der RWTH Aachen und Direktor des Instituts für Energie- und Klimaforschung am Forschungszentrum Jülich. Seit 2011 ist er zudem wissenschaftlicher Leiter der HITEC-Graduiertenschule am Forschungszentrum Jülich. Derzeit ist er Direktor der JARA-Energy (JARA = Jülich-Aachen Research Alliance), die die Forschung am Forschungszentrum Jülich und an der RWTH Aachen auf dem Gebiet der erneuerbaren Energien koordiniert.

## Errungenschaften
Rau ist bekannt für seine Beiträge zu den Grundprinzipien der photovoltaischen Energieumwandlung und zur Verbesserung des Verständnisses der Physik von Solarzellenbauelementen. Am wohl bedeutendsten ist seine 2007 veröffentlichte Arbeit über eine Reciprocity relation between photovoltaic quantum efficiency and electroluminescent emission of solar cells (Reziprozitätsbeziehung zwischen dem photovoltaischen Quantenwirkungsgrad und der Elektrolumineszenz-Emission von Solarzellen). Darin wird das Prinzip der Reziprozität dargelegt, um grundlegende Beziehungen zwischen dem photovoltaischen und dem lichtemittierenden Modus einer Halbleiterdiode abzuleiten. Diese Arbeit hatte wesentlichen Einfluss in Bezug auf die Charakterisierung von Solarzellen oder -modulen unter Verwendung von auf Lumineszenz basierenden Techniken. Uwe Rau hat auch zur Analyse von Dünnschichtsolarzellen beigetragen, mit wichtigen Arbeiten zum Idealitätsfaktor, zur Metastabilität der elektronischen Leitung in Cu(In,Ga)Se2, zur Stabilität und Selbstheilung photovoltaischer Bauelemente, und zur Passivierung von Korngrenzen in polykristallinen Dünnschichtsolarzellen. Er trug auch mit mehreren Forschungsarbeiten zum Verständnis der Grenzen des Umwandlungswirkungsgrades von Solarzellen bei, darunter der Rolle von Unordnung und potenziellen Fluktuationen und den Auswirkungen von Lichteinfang auf die Voc von Solarzellen.